# Достик (Каратальський район)
Дости́к (каз. Достық) — село у складі Каратальського району Жетисуської області Казахстану. Входить до складу Уштобинської міської адміністрації.
Населення — 1875 осіб (2021; 2017 у 2009, 2324 у 1999, 2092 у 1989).
До 2018 року село називалось Фрунзе.